# Arescon
Arescon is een geslacht van vliesvleugeligen uit de familie Mymaridae. De wetenschappelijke naam van dit geslacht is voor het eerst geldig gepubliceerd in 1846 door Walker.

## Soorten
Het geslacht Arescon omvat de volgende soorten:
- Arescon aspidioticola (Ashmead, 1879)
- Arescon australia (Girault, 1916)
- Arescon baltica (Meunier, 1901)
- Arescon clarkei Doutt, 1955
- Arescon dallasi (Ogloblin, 1938)
- Arescon dimidiata (Curtis, 1832)
- Arescon elongatus (Ogloblin, 1957)
- Arescon enocki (Subba Rao & Kaur, 1959)
- Arescon fulvum Annecke & Doutt, 1961
- Arescon hilaris (Girault, 1936)
- Arescon iridescens (Enock, 1914)
- Arescon lomonosoffi (Girault, 1912)
- Arescon maculipennis (Ogloblin, 1957)
- Arescon mudigerensis Subba Rao, 1989
- Arescon nigriceps (Girault, 1934)
- Arescon opuntiae (Risbec, 1952)
- Arescon peregrina (Perkins, 1910)
- Arescon platensis (Ogloblin, 1957)
- Arescon pusillus (Ogloblin, 1957)
- Arescon urichi (Crawford, 1913)
- Arescon zenit Triapitsyn & Berezovskiy, 2003